# 814
Évszázadok: 8. század – 9. század – 10. század
Évtizedek: 760-as évek – 770-es évek – 780-as évek – 790-es évek – 800-as évek – 810-es évek – 820-as évek – 830-as évek – 840-es évek – 850-es évek – 860-as évek
Évek: 809 – 810 – 811 – 812 –  813 – 814 – 815 – 816 – 817 – 818 – 819

## Események

### Európa
- Január végén 65 éves korában, 45 évnyi uralkodás után meghal Nagy Károly, a frankok császára. Utóda fia, Jámbor Lajos, aki Aachenbe siet megkoronáztatni magát. A buzgó keresztény Lajos megsemmisíti apja pogány jelképekből és szövegekből álló gyűjteményét, elküldi az udvarból az általa erkölcsileg kétesnek tartott udvaroncokat (saját rokonait is) és zárdába viteti férjezetlen féltestvéreit és unokahúgait. Lajos megbízza Anianei Benedeket, hogy reformálja meg a frank kolostorokat. Benedek megalapítja a kornelimünsteri apátságot. Lajos legidősebb fiát, Lothárt, kinevezi Bajorország hercegévé.
- Krum bolgár kán nagy sereget gyűjt Konstantinápoly megostromlására, de még mielőtt a városhoz vonulna, áprilisban (valószínűleg szélütés következtében) meghal. Halálával politikai űrt hagy maga után, a bolgárokat három főúr kormányozza, míg meg nem választják utódját Omurtag személyében.
- V. León bizánci császár kitámad Konstantinápolyból és megfutamítja az ostromra összegyülekezett bolgár sereget.
- Harald Klak és Reginfrid előző évben elűzött dán királyok megpróbálják visszaszerezni a trónt, de vereséget szenvednek I. Horiktól és fivéreitől. Reginfrid elesik, Harald a frankokhoz menekül.

### Japán
- Elkészül a Sinszen sódzsiroku, a nemesi családok genealógiai összesítése.

## Születések
- Encsin, japán buddhista szerzetes
- Tang Vu-cung, kínai császár

## Halálozások
- január 28. – Nagy Károly, frank császár[1]
- február 19. – Angilbert, költő, diplomata, Nagy Károly titkára
- április 13. – Krum, bolgár kán
- Abu Nuvász, arab költő
- Meng Csiao, kínai költő
- Metzi Odo, frank építész

## Fordítás
- Ez a szócikk részben vagy egészben  a(z)   814 című angol Wikipédia-szócikk ezen változatának fordításán alapul.  Az eredeti cikk szerkesztőit annak laptörténete sorolja fel. Ez a jelzés csupán a megfogalmazás eredetét és a szerzői jogokat jelzi, nem szolgál a cikkben szereplő információk forrásmegjelöléseként.